# Gasthof Goldene Weintraube
Der Gebäudekomplex des ehemaligen Gasthofs „Goldene Weintraube“ (auch „Goldne Weintraube“), der nicht unter Denkmalschutz steht, liegt an der Meißner Straße 152 im Stadtteil Niederlößnitz der sächsischen Stadt Radebeul, 250 Meter westlich der Stelle, wo sich am Gasthof „Weißes Roß“ die Lößnitzgrundbahn mit der Lößnitzbahn, einer ehemals meterspurigen Überlandstraßenbahn, kreuzt. Die Lößnitzbahn ist heute die Dresdner Straßenbahnlinie 4. Das Anwesen war im 18. Jahrhundert als Weinberg bekannt, Anfang des 19. Jahrhunderts erhielt es seine erste Schankerlaubnis. 1839 wurde in seinen Räumen die Landgemeinde Niederlößnitz gegründet.

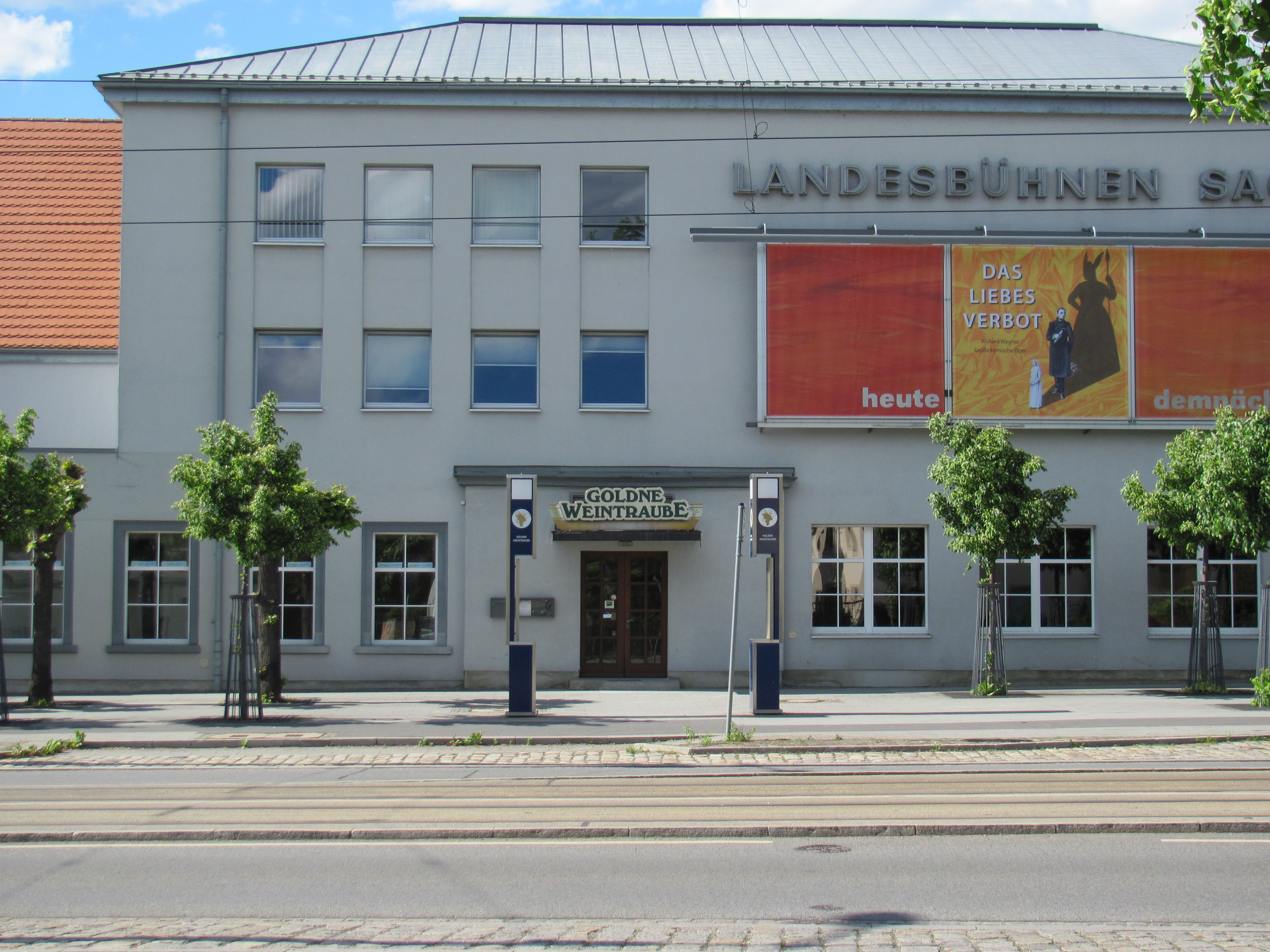
Die eigentlichen Gasträume der Goldenen Weintraube

Heute beherbergt das umfangreiche Anwesen neben Wohn- und Geschäftsräumen auch Gaststättenräume, die tagsüber als Kantine und abends als Theater-Kneipe genutzt werden, sowie eine Touristeninformation und die Einrichtungen der Landesbühnen Sachsen.

## Geschichte

Berliner Meilenblätter (1781–1810): Meißnerischer Weinberg in der Bildmitte, rechts davon Gasthof „Weißes Roß“, am oberen Rand die Hoflößnitz

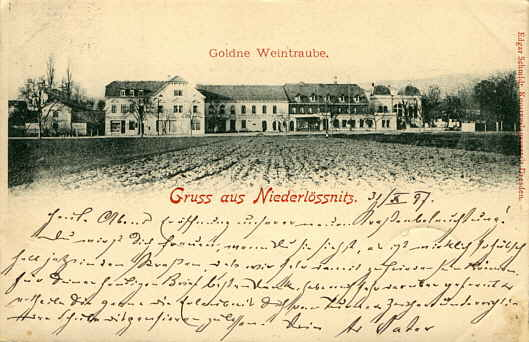
Goldne Weintraube, Ansichtskarte 1897

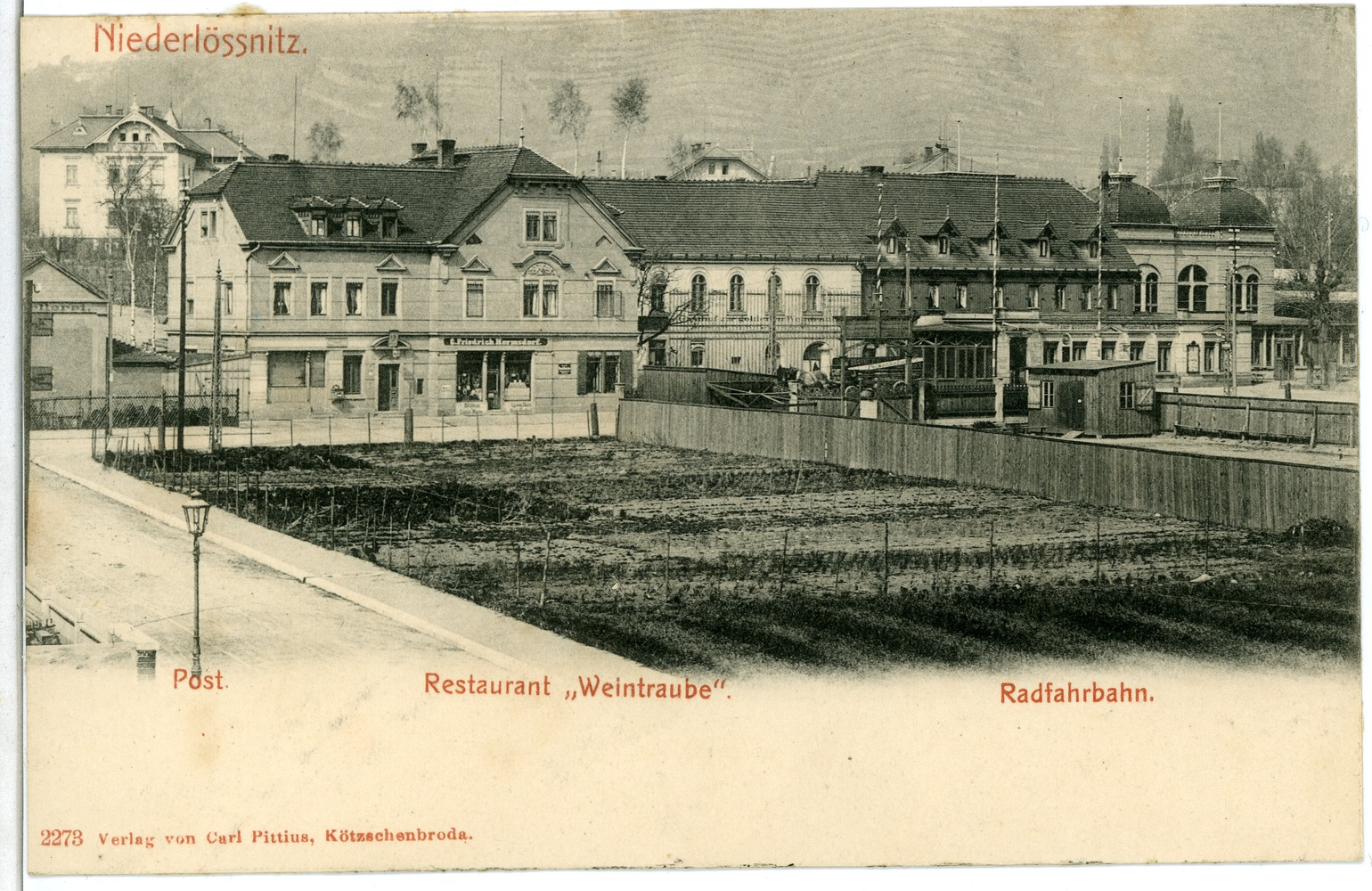
Goldene Weintraube, gegenüber die zugehörige Radfahrbahn, Ansichtskarte 1902

Goldene Weintraube, Lithografie-Ansichtskarte 1903. (Das linke untere Bild zeigt die Freiflächen auf der nördlichen Gebäuderückseite)

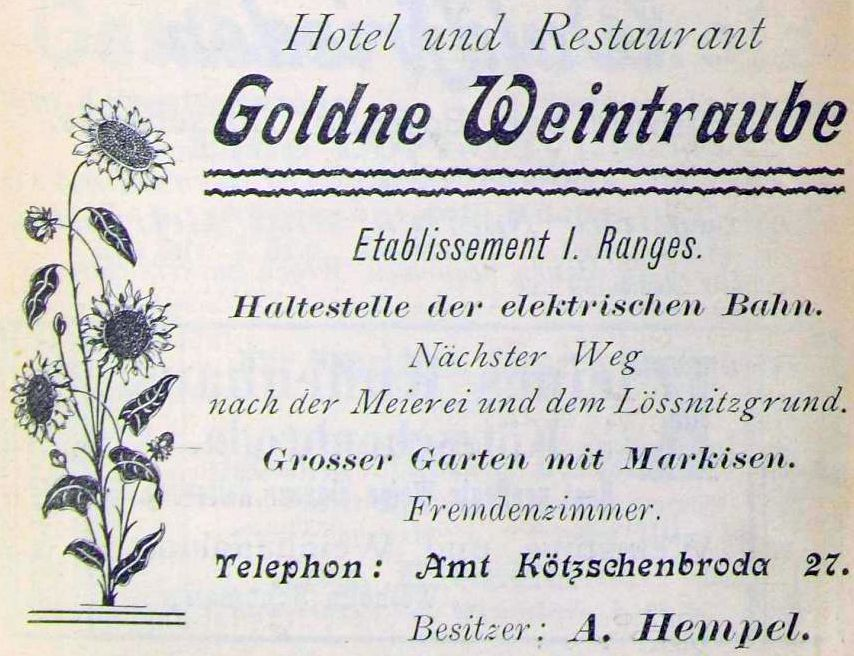
Anzeige für die Goldene Weintraube um 1900

Goldene Weintraube mit Lößnitzbahn, Ansichtskarte 1907

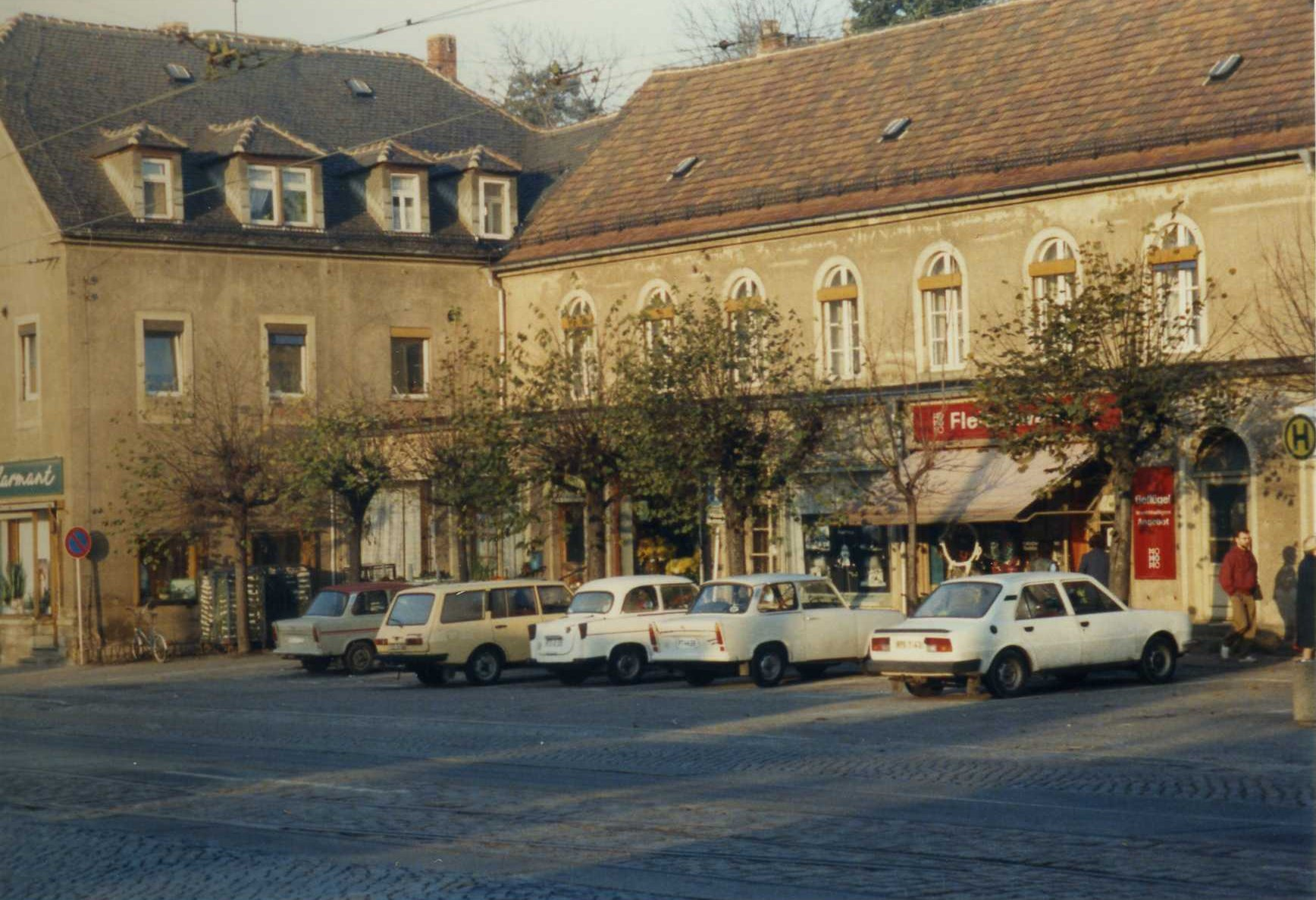
Goldene Weintraube, November 1989

Im Jahr 1713 erwarb der Dresdner Hof- und Justitienkanzleisekretär Gottfried Ludwig Lingke den seit Ende des 17. Jahrhunderts so benannten Huttermannschen Weinberg (ältester bekannter Besitzname laut vorhandener Gerichtsakten), der sich auf Serkowitzer Flur westlich des Eingangs zum Lößnitzgrund befand. Lingke errichtete auf seinem Anwesen ein erstes Landhaus; nach ihm trug der Weinberg dann den Namen Linkischer Weinberg. 1746 übernahm Friedrich Phillip Lingke das Erbe.
Johann Michael Rottorf, ein Dresdner Schneider- und Viertelsmeister, übernahm 1763 für die nächsten 21 Jahre das Weinbergsgrundstück. 1785, mit dem Beginn des Baus der neuen, hochwassergeschützten und direkt unterhalb des Anwesens vorbeilaufenden Post- und Landstraße zwischen Dresden und Leipzig (siehe die Ereignisse, die zur Aufstellung des Weibersteins führten), oder 1789 ersuchte sein Sohn, auch Schneidermeister sowie Bürgermeister zu Dresden, das zuständige Amt Dresden um die Genehmigung zum Gästesetzen an der Straße, um den selbsterzeugten Wein seines Weinguts nach hergebrachter Sitte auszuschenken. Das Gesuch wurde jedoch abgewiesen, da die Genehmigung zum Gästesetzen bereits dem durch die Straßenverlegung betroffenen Wirt des Gasthofs Serkowitz erteilt war, der mit dem nahegelegenen Gasthof „Weißes Roß“ den benötigten Kutschenhalt mit Gasthof und Ausspanne errichten durfte.
In der Folge verkaufte Rottorf sein Gut 1792 an den kurfürstlichen Jagd-Expeditor Jahn, der es bereits ein Jahr später an den Appellationsgerichtsrat Dr. Meißner veräußerte. Nach diesem wurde es um 1800 Meißnerischer Weinberg genannt.
Nach Morzinek war dann um 1811 eine Frau Deubler Gutsbesitzerin, der 1825 Karl Louis Heine folgte. Dieser bekam endlich die ersehnte Konzession zum Ausschank.
Nach dem Stadtlexikon ersuchte 1815 Johann Gottfried Schimmel als Betreiber das zuständige Dresdner Gerichtsamt, dem er wie die anderen als „Singuli“ geltenden verstreuten Weingüter unterstand, für das als Zur Weintraube bekannte Meißnerische Weingut eine Konzession als Gasthof mit Beherbergung sowie Ausspanne zu erteilen; zusätzlich bat er darum, dem Gasthof ebenfalls den offiziellen Namen Zur Weintraube geben zu dürfen. Obwohl die Gastwirte vom „Weißen Roß“, von den Gasthöfen Zitzschewig und Naundorf sowie der vom weiter entfernten Brockwitz dagegen Beschwerde einlegten, wurde dem Ersuchen stattgegeben. 1821 wurde dann Carl August Ludwig Heyne der neue Wirt, der den Gasthof lebenslang erfolgreich führte.
Der Bau der von 1837 bis 1839 eingerichteten, ältesten deutschen Ferneisenbahnverbindung Leipzig–Dresden wurde von beiden Seiten gleichzeitig begonnen. Diese verläuft auf dem Gebiet der Lößnitzortschaften nur etwa 300 Meter südlich der Meißner Straße etwa parallel zu dieser. Das 8,18 km lange Teilstück von Dresden-Neustadt bis Weintraube wurde am 19. Juli 1838 eröffnet, gleichzeitig wurde nahe zur Hoflößnitz auf Höhe des heutigen Bahnhofs Radebeul-Weintraube die erste „Station“ auf heutigem Stadtgebiet von Radebeul eingeweiht, einschließlich der ersten Drehscheibe nach Dresden. In Anlehnung an das sich in der Nähe befindliche Weingut Zur Weintraube nebst Gasthof erhielt die Haltestelle den Namen Weintraube. Der Gastwirt nutzte die Gelegenheit, eine Filiale seiner Restauration direkt an der Bahn zu eröffnen, die Kleine Weintraube (Richard-Wagner-Straße 3), die in späteren Zeiten als Bahnhofswirtschaft Weintraube den Bahnhofsnamen annahm und bis 1955 betrieben wurde.
Aufgrund der Änderungen der Sächsischen Landgemeindeordnung von 1838 bildete sich am 7. August 1839 durch förmliche Abtrennung von Kötzschenbroda die politische Gemeinde Nieder-Lössnitz mit damals etwa 400 Einwohnern, die Sitzung fand im Gasthof Zur Weintraube statt. Anlass war, dass der als Heimatbezirk zur Regelung der Armenfürsorge dienende Niederlößnitzer Weinbergverein, der 1832 von 75 auf Kötzschenbrodaer Flur nördlich der Meißner Straße verstreut niedergelassenen Weinbauern gegründet worden war, per Gesetz aus seinem Interimsstatus in eine ordentliche Kommune überführt werden musste. Auf dieser konstituierenden Sitzung wurde der Weinbergsbesitzer Heinrich August Hilliger zum Vorstand gewählt, später wurde dann der Weinbergsbesitzer und Naturforscher Johann Friedrich Anton Dehne vom nördlich gelegenen Grundhof zum Ersten Gemeindeältesten auserkoren. Das Anwesen des Gasthofs trug in Niederlößnitz dann auch die Brandkatasternummer 1.
Im Oktober 1840 diente die Restauration als Fest- und Ausstellungslokal anlässlich des großen Winzerfestes am 25. Oktober, dessen Winzerumzug von der Hoflößnitz zur Weintraube von dem Maler und Weingutsbesitzer Moritz Retzsch in einer Folge von Zeichnungen festgehalten wurde. In der Ausstellung wurden Produkte des sächsischen Weinbaus aus dem ganzen Land gezeigt, auf dem Fest wurden nicht nur ein Festmahl und Tanz geboten, sondern auch ein bengalisches Feuer auf den Berghöhen der Hoflößnitz und von Cossebaude auf der anderen Elbseite.
Im Dezember 1846 brannte der Gasthof nieder. Beim Wiederaufbau im Folgejahr wurde er durch einen Konzert- und Ballsaal im „akustischen Stil“ ergänzt. Besitzer Heyne gab der neu erstrahlenden Gaststätte den Namen Gasthof zur goldenen Weintraube, um sie von seiner Eisenbahnrestauration Kleine Weintraube besser unterscheiden zu können. Diese war ein 48 Ellen (etwa 20 Meter) langer Bau entlang des Bahnsteigs.
Der Komponist Julius Becker, der selbst auf seinem Weingut in Oberlößnitz wohnte, gab zusammen mit Amateurorchestern im Konzertsaal des Gasthofs zahlreiche Benefizkonzerte, die zugunsten des Vereins für Heilwesen und Naturkunde und der von diesem unterstützten Krankenanstalt im Steinernen Haus veranstaltet wurden. Die 63 Mitglieder zählende Sächsische Weinbaugesellschaft unter der Leitung des Kammerherrn von Berlepsch auf Proschwitz hielt Mitte des 19. Jahrhunderts im Gasthof ihre zweimonatliche Sitzung ab.
Heine (Heyne) starb 1854, seine Witwe verkaufte an Gottlob Töpfer. Friedrich Wilhelm Eisold erwarb die Goldene Weintraube 1860 und bewirtschaftete sie 15 Jahre lang. Er betrieb von dem Grundstück aus auch ein Fuhrgeschäft. 1863 ergänzte er eine überdachte Kegelbahn. Im Jahr 1864 gründete er die Bauunternehmung F. W. Eisold, deren langjähriger Firmensitz auf der gegenüberliegenden Straßenseite in der Meißner Straße 139 (ehemalige Adresse Dresdner Straße 18) und damit auf Serkowitzer Gemeindegebiet lag. Mitte der 1870er Jahre gab Eisold die Restauration ab.
In den kommenden Jahren wechselten die Betreiber sehr häufig. Es wurden folgende Schankerlaubnisse beziehungsweise Konzessionen für die Besitzer ausgesprochen: 1877 für Wilhelm Otto Nostitz einschließlich der Erlaubnis zum Abhalten öffentlicher Tanzmusik, 1879 für Friedrich Wilhelm Pechstein, 1881 für Paul Albert Otto, 1882 für Paul J. Wilh. Möbius, 1883 für Karl Hermann Pfütze, noch 1883 für Julius Bernhard Edelmann als Pächter, 1884 wieder für den Besitzer Pfütze, 1889 für Friedrich August Hempel „…zur Abhaltung von Singspielen, Gesangs- und deklamatorischen Vorträgen, Schaustellungen von Personen oder theatralischen Vorstellungen, Gastwirtschaft (Realrecht), Schankwirtschaft einschl. Branntweinschank, regelm. Tanzhalten, Ausspann und Krippensetzen.“ Seine Räumlichkeiten bestanden aus: „5 Zimmer im 1. Oberg., 1 Zimmer im Erdg., 2 Säle, 1 Saalstube i. Oberg., 2 Verandazimmer, 1 Kegelstube, 1 Veranda, Garten, 1 Markise mit Musikhalle.“ Der Betrieb beanspruchte zur damaligen Jahrhundertwende, „schönstes und größtes Etablissement der Lößnitz“ zu sein. So wie es auch mehrere Konkurrenzunternehmen taten. In den Nebengebäuden zogen mehrere Ladengeschäfte ein. 1905 ging Hempel Konkurs.
1906 hieß der neue Schankbesitzer Karl Guhr. 1919 folgte Wilh. Teichmann, 1923 Hermann Rauchwald als Pächter. Von 1875 bis 1923 sollen es insgesamt 16 Besitzerwechsel gewesen sein.
1923 hieß dann der neue Besitzer Rudolf Körtel. Körtel, selbst schon früh den Nationalsozialisten nahestehend, öffnete diesen seine Räume für Veranstaltungen, was sich später auszahlen sollte. Zur Zeit des Nationalsozialismus wurde das Anwesen zum zentralen Versammlungslokal der NSDAP und ihrer Untergliederungen in Radebeul, nachdem die Städte Kötzschenbroda und Radebeul unter dem Namen Radebeul vereinigt und ein Vierteljahr später zum kreisfreien Stadtkreis erklärt wurden. Dieser bat 1934 darum, ein Lichtspieltheater in seinen kleinen Saal im Obergeschoss, dem heutigen Theatersaal, einbauen zu dürfen. Zur gleichen Zeit, 1934/1935, wurde das Gebäudeensemble nach Plänen der Architekten Gebrüder Kießling im Rahmen einer staatlich geförderten Arbeitsbeschaffungsmaßnahme modernisiert: Das Gründerzeitaussehen verschwand und machte einer eher kühlen Sachlichkeit Platz. Im Oktober 1935 folgte die Inbetriebnahme der an Richard Köppler verpachteten Lössnitz-Lichtspiele mit 315 Plätzen, später Lichtspieltheater Goldene Weintraube genannt. Der Besitzer nannte sein Lokal Stadtkaffee. Da der Eigentümer Körtel seit 1932 Mitglied der NSDAP gewesen war, wurde er von den zuständigen Ämtern als „Nazi-Aktivist“ bezeichnet und gemäß geltender Gesetzgebung enteignet. Er kam in das Speziallager in Bautzen, aus dem er Ende 1949 wieder entlassen wurde.
Ab dem Ende des Zweiten Weltkriegs bis Anfang 1950 diente das Gebäude als Haus der Offiziere der sowjetischen Armee. Aus Mangel an Platz und Entwicklungsmöglichkeiten an seinem Standort in Gittersee zog das Ensemble der Landesoper Sachsen zum 15. Juli 1950 in die Goldene Weintraube. Bespielt wurde der kleine Saal im Obergeschoss, der sonstige Gebäudekomplex dient als Stammhaus. Lediglich die sonstigen Gewerbe- und Gaststättenräumlichkeiten im Erdgeschoss wurden anderweitig genutzt: so bewirtschaftete die HO ab 1950 die Gaststättenräume weiter unter dem historischen Namen als Gaststätte und Weinlokal.
Als nach der Wende und nach größeren Umbauarbeiten das Theater räumlich und technisch erneuert seine Arbeit wieder aufnehmen konnte, eröffnete unter dem alten Namen Goldne Weintraube auch die Gaststätte umfassend renoviert wieder ihre Pforten. Im Jahr 2011 wurde das Restaurant aber erneut geschlossen und blieb es bis 2014. Ab Oktober 2014 bewirtschaftete ein neuer Pächter kurzzeitig die Gaststätte als öffentliche Theaterkantine bzw. Podium für Kleinkunst mit Theaterkneipe. „Die im Vergleich günstigen Preise und die zudem nicht einfach zu kalkulierenden Aufwendungen mit den täglich changierenden Probenplänen trieben den Pächter schließlich in die baldige Kündigung.“
Die neugegründete Sarrasani Event GmbH kehrt nach der Insolvenz der Sarrasani GmbH in Dresden 2016 nach Radebeul zurück, wo André Sarrasani bis 2018 in der Goldenen Weintraube neben den Landesbühnen als neuer Pächter die „Theaterkneipe“ betrieb. Der Inhaber einer Fleischerei übernahm das Lokal.
Die weitere Geschichte des Anwesens, das sich heute im Eigentum des Freistaats Sachsen befindet, findet sich unter seiner neuen Funktion als Landesbühnen Sachsen, Stammhaus von Deutschlands zweitgrößtem Reisetheater.